# Paweł Dronia
Paweł Dronia (ur. 30 czerwca 1989) – polski hokeista, reprezentant Polski. 

## Kariera
- SMS II Sosnowiec (2005-2007)
- Zagłębie Sosnowiec (2007-2010)
- Unia Oświęcim (2010-2011)
- Ciarko PBS Bank KH Sanok (2011-2013)
- Schwenninger Wild Wings (2013-2014)
- Fischtown Pinguins Bremerhaven (2014-2016)
- Löwen Frankfurt (2016-2018)
- Ravensburg Towenstars (2018-)

Wychowanek klubu Orlik Opole. Absolwent NLO SMS PZHL Sosnowiec z 2008. Po edukacji i występach w SMS II Sosnowiec oraz trzyletniej grze w Zagłębiu Sosnowiec w okresie letnim 2010 roku przebywał na testach w klubie Lausitzer Füchse (zawodnik posiada także niemiecki paszport). Następnie w sezonie 2010/11 występował w klubie Unii Oświęcim zdobywając z nim brązowy medal Mistrzostw Polski. W kwietniu 2011 roku został graczem Ciarko KH Sanok. W klubie tym występował na zasadzie wypożyczenia z Orlika Opole do końca sezonu 2012/2013 (w drużynie grał z numerem 12).
Od lipca 2013 zawodnik niemieckiego klubu Schwenninger Wild Wings. W zespole przyjął numer 53 i rozegrał jeden sezon. Od maja 2014 zawodnik klubu Fischtown Pinguins Bremerhaven, występującego w rozgrywkach DEL2. Od maja 2016 zawodnik Löwen Frankfurt także w DEL2. Od maja 2018 związany kontraktem z EV Ravensburg Towenstars. Jeszcze przed upływem kontraktu, w lutym 2019 przedłużył umowę z klubem.
Występował w reprezentacji Polski do lat 18 w turniejach mistrzostw świata juniorów do lat 18 w 2006, 2007 (Dywizja I), reprezentacji Polski do lat 20 w turniejach mistrzostw świata juniorów do lat 20 w 2007, 2008, 2009. Następnie został kadrowiczem seniorskiej reprezentacji Polski. Uczestniczył w turniejach mistrzostw świata 2008, 2011, 2012, 2013, 2014, 2016, 2018 (Dywizja I), 2019 (Dywizja IB), 2023 (Dywizja IA), 2024 (Elita).
W trakcie kariery określany pseudonimem Dronson.

## Sukcesy
Reprezentacyjne

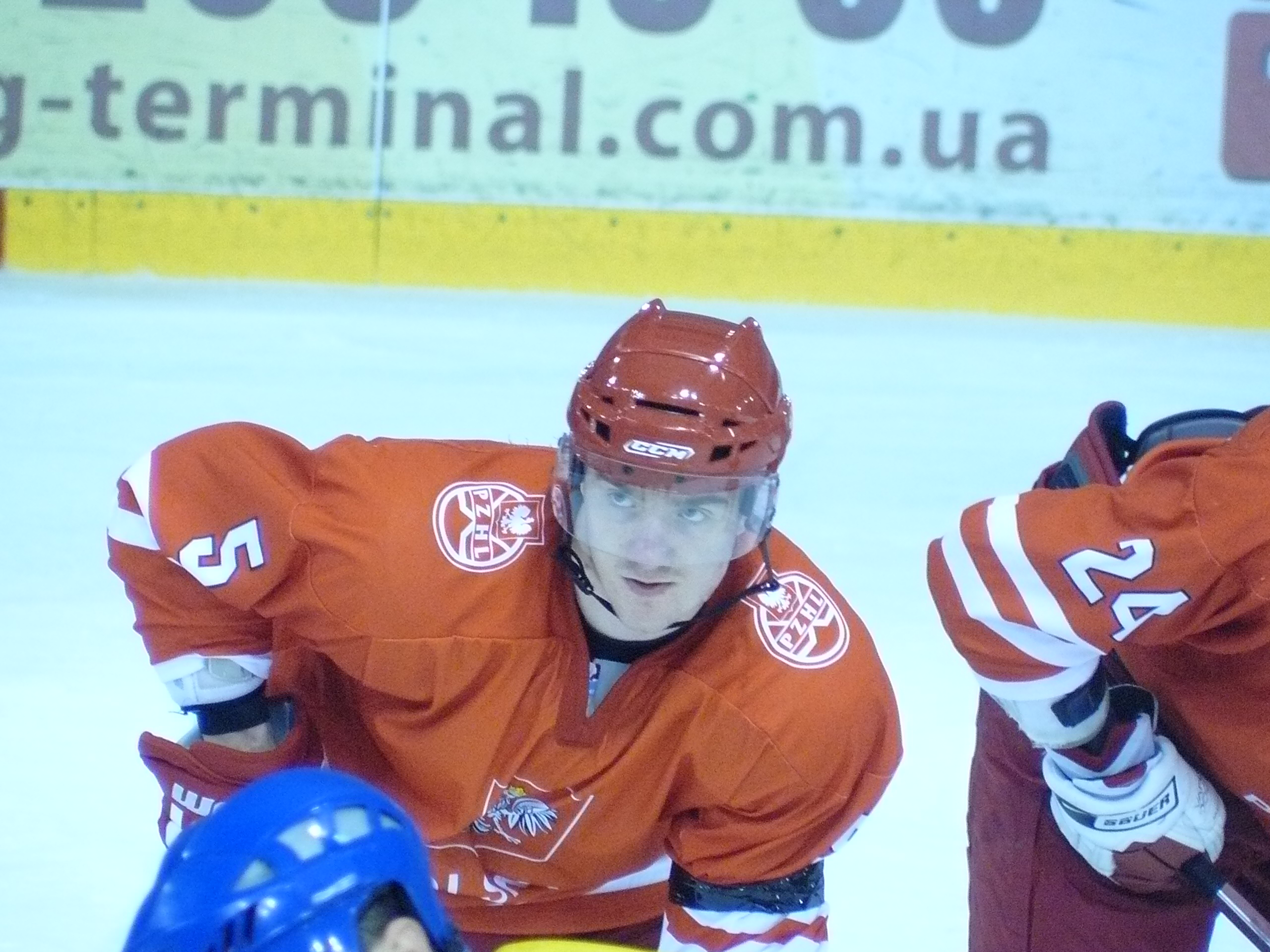
Paweł Dronia podczas meczu Ukraina-Polska (10 kwietnia 2010)

- Awans do mistrzostw świata Dywizji I Grupy A: 2014
- Awans do mistrzostw świata Elity: 2023

Klubowe
- Brązowy medal mistrzostw Polski: 2011 z Unią Oświęcim
- Puchar Polski: 2011 z Ciarko PBS Bank KH Sanok
- Złoty medal mistrzostw Polski: 2012 z Ciarko PBS Bank KH Sanok
- Srebrny medal mistrzostw DEL2: 2015 z Fischtown Pinguins Bremerhaven
- Srebrny medal Pucharu Kontynentalnego: 2015 z Fischtown Pinguins Bremerhaven
- Złoty medal DEL2: 2017 z Löwen Frankfurt, 2019 z Ravensburg Towenstars

Indywidualne
- Mistrzostwa świata do lat 18 w hokeju na lodzie mężczyzn 2007#I Dywizja Grupa B:
  - Pierwsze miejsce w klasyfikacji strzelców turnieju: 6 goli[17]
  - Piąte miejsce w klasyfikacji kanadyjskiej turnieju: 7 punktów[18]
- Polska Liga Hokejowa (2012/2013):
  - Drugie miejsce w klasyfikacji +/- w sezonie zasadniczym: +29
- Mistrzostwa Świata w Hokeju na Lodzie 2013/I Dywizja#Grupa B:
  - Drugie miejsce w klasyfikacji asystentów turnieju: 7 asyst[19]
  - Pierwsze miejsce w klasyfikacji kanadyjskiej wśród obrońców: 8 punktów[20]
  - Pierwsze miejsce w klasyfikacji kanadyjskiej w polskiej reprezentacji: 8 punktów
  - Najlepszy obrońca turnieju[21]
- Turniej EIHC Węgry 2013:
  - Pierwsze miejsce w klasyfikacji asystentów: 3 asyst
- Mistrzostwa Świata w Hokeju na Lodzie 2014/I Dywizja#Grupa B:
  - Trzecie miejsce w klasyfikacji asystentów turnieju: 4 asysty[22]
    - Pierwsze miejsce w klasyfikacji asystentów wśród obrońców: 4 asysty

  - Pierwsze miejsce w klasyfikacji kanadyjskiej wśród obrońców: 6 punktów[23]
- Hokej na lodzie na Zimowych Igrzyskach Olimpijskich 2018 – kwalifikacje mężczyzn#Grupa H:
  - Najlepszy obrońca turnieju[24]
- Sezon DEL2 2015/2016:
  - Trzecie miejsce w klasyfikacji +/- w sezonie zasadniczym: +35[25]
- Mistrzostwa Świata w Hokeju na Lodzie 2016/I Dywizja#Grupa A:
  - Czwarte miejsce w klasyfikacji asystentów turnieju: 3 asysty[26]
  - Pierwsze miejsce w klasyfikacji kanadyjskiej wśród obrońców: 4 punkty[27]
  - Drugie miejsce w klasyfikacji +/- turnieju: +4[28]
  - Skład gwiazd turnieju[29]

Wyróżnienia
- Najlepszy polski zawodnik sezonu w plebiscycie "Hokejowe Orły": 2013[30].
- Najwybitniejszy obrońca wśród absolwentów dwudziestolecia istnienia NLO SMS PZHL Sosnowiec 1994–2014[31][32].